# Strymon (genre)
Pour les articles homonymes, voir Strymon (homonymie).
Genre
Strymon est un genre de lépidoptères (papillons) de la famille des Lycaenidae et de la sous famille des Theclinae.

## Distribution géographique
La plupart des espèces du genre Strymon sont originaires d'Amérique, et Strymon bazochii est aussi présente à Hawaï et en Australie.

## Liste des espèces
Ce genre comporte environ 53 espèces :
- Strymon acis (Drury, [1773])
- Strymon ahrenholzi Nicolay & Robbins, 2005
- Strymon albata (C. & R. Felder, 1865)
- Strymon alea (Godman & Salvin, [1887])
- Strymon astiocha (Prittwitz, 1865)
- Strymon avalona (Wright, 1905)
- Strymon azuba (Hewitson, 1874)
- Strymon bazochii (Godart, [1824])
- Strymon bebrycia (Hewitson, 1868)
- Strymon bicolor (Philippi, 1859)
- Strymon bubastus (Stoll, [1780])
- Strymon cardus (Hewitson, 1874)
- Strymon cestri (Reakirt, [1867])
- Strymon christophei (Comstock & Huntington, 1943)
- Strymon colombiana (Johnson, Miller & Herrera, 1992)
- Strymon columella (Fabricius, 1793)
- Strymon crambusa (Hewitson, 1874)
- Strymon cyanofusca Johnson, Eisele & MacPherson, 1990
- Strymon daraba (Hewitson, 1867)
- Strymon davara (Hewitson, 1868)
- Strymon eremica (Hayward, 1949)
- Strymon eurytulus (Hübner, [1819])
- Strymon flavaria (Ureta, 1956)
- Strymon gabatha (Hewitson, 1870)
- Strymon giffordi Nicolay & Robbins, 2005
- Strymon glorissima Johnson & Salazar, 1993
- Strymon heodes (Druce, 1909)
- Strymon istapa (Reakirt, [1867])
- Strymon jacqueline Nicolay & Robbins, 2005
- Strymon lamasi Nicolay & Robbins, 2005
- Strymon limenia (Hewitson, 1868)
- Strymon lucena (Hewitson, 1868)
- Strymon martialis (Herrich-Schäffer, 1865)
- Strymon megarus (Godart, [1824])
- Strymon melinus Hübner, 1818
- Strymon michelle Nicolay & Robbins, 2005
- Strymon monopeteinus Schwartz & Miller, 1985
- Strymon mulucha (Hewitson, 1867)
- Strymon nivea (Johnson, Miller & Herrera, 1992)
- Strymon ohausi (Spitz, 1933)
- Strymon oreala (Hewitson, 1868)
- Strymon oribata (Weymer, 1890)
- Strymon rana (Schaus, 1902)
- Strymon rufofusca Hewitson, 1877
- Strymon sabinus (C. & R. Felder, 1865)
- Strymon serapio (Godman & Salvin, [1887])
- Strymon sylea (Hewitson, 1867)
- Strymon tegaea (Hewitson, 1868)
- Strymon toussainti (Comstock & Huntington, 1943)
- Strymon veterator (Druce, 1907)
- Strymon wagenknechti (Ureta, 1947)
- Strymon yojoa (Reakirt, [1867])
- Strymon ziba (Hewitson, 1868)

## Taxonomie
Le genre Strymon a été décrit par l'entomologiste allemand Jakob Hübner en 1818.
Son espèce type est Strymon melinus Hübner, 1818.